# Phleng Sansaroen Phra Barami
Phleng Sansaroen Phra Barami (เพลงสรรเสริญพระบารมี) är kungssången i Thailand. Nationalsången är Phleng Chat.